# سیارک ۱۵۵۱۰
سیارک ۱۵۵۱۰ (به انگلیسی: 15510 Phoeberounds، نامگذاری:1999TF127) پانزده هزار و پانصد و دهمین سیارک کشف شده‌است که در ۴ اکتبر ۱۹۹۹ کشف شد.
قدر مطلق سیارک برابر ۱۲.۳ است.